# Matungao
Matungao (Bayan ng Matungao) är en kommun i Filippinerna. Kommunen ligger på ön Mindanao, och tillhör provinsen Lanao del Norte. Folkmängden uppgår till 9 266 invånare.
Matungao är indelat i 12 barangayer.